# Сексуальная самоидентификация
Сексуальная идентичность — один из пяти компонентов человеческой сексуальности, определяемый как самоидентификация индивида с людьми, имеющими ту или иную сексуальную ориентацию, самоощущение в качестве индивида с данной сексуальной ориентацией.

## Компоненты сексуальности
Исследователи выделяют различные компоненты человеческой сексуальности:
- биологический пол (во всей его совокупности — генетический, гонадный, гормональный, наружный и внутренний генитальный пол),
- гендерная идентичность (психологическая принадлежность к определённому полу, не обязательно совпадающему с биологическим полом), сексуальная ориентация и социальная гендерная роль (поведение индивида в обществе, соответствующее устоявшимся культурным нормам и традициям, предписывающим то или иное «типично мужское» или «типично женское» поведение).

## Формирование сексуальной идентичности
Сексуальная идентичность человека не формируется в результате действия какого-либо одного фактора, хотя некоторые учёные и неспециалисты могут вести поиск отдельных «причин» сексуальной идентичности.
Такие учёные как Джон Мани, Милтон Даймонд и Энн Фаусто-Стерлинг пытались обнаружить и описать биологические процессы, влияющие на формирование сексуальной идентичности. Предполагается, что существует большая совокупность определяющих факторов, однако единой точки зрения по этому вопросу пока не выработано.
Вероятно, некоторые факторы, влияющие на формирование сексуальной идентичности, ещё не открыты. Конкретная значимость различных известных или предполагаемых на данный момент факторов также пока достоверно не установлена. Принимая во внимание эти оговорки, можно выделить несколько групп факторов, более точное значение которых ещё предстоит выяснить в будущем.

### Генетические факторы
Хромосомы играют определяющую роль в формировании биологического пола ребёнка. Нормальными для человека считаются комбинации XY для мужчин и XX — для женщин, однако это не единственно возможные варианты. Могут возникать хромосомные аномалии, приводящие также к таким кариотипам как XXY, XYY и т. д. Некоторые хромосомные аномалии могут не проявляться внешне при рождении, приводя при этом к неким внутренним последствиям, однако другие аномалии затрагивают половые органы и приводят к состоянию под названием интерсекс.
Некоторые исследователи утверждают, что существует особый ген, отвечающий за формирование однополого влечения. В результате нескольких научных работ действительно была обнаружена связь между однополым влечением и геном фертильности (плодовитости): оказалось, что некоторые носители гомосексуальной ориентации имеют больше родственников по материнской линии, чем в среднем по популяции. Также существует закономерность между числом родных братьев и гомосексуальной ориентацией: каждый старший брат человека увеличивает вероятность его гомосексуальности примерно на 33 %. Наблюдение верно только для родных братьев с единым генетическим материалом (подобная закономерность обнаруживалась и у разлученных в детстве братьев, то есть влияние социальных факторов исключалось).
Хотя имеются убедительные свидетельства влияния биологических факторов на формирование однополого влечения, концепцию «гена сексуальности» можно расценить как чересчур упрощённую: единого гена, скорее всего, не существует. С другой стороны, генотип индивида может привести к тому, что его чувствительность к различным половым гормонам будет отличаться от чувствительности к ним остальных людей. Генетический состав сильно влияет на то, как человек будет реагировать на внешние факторы, особенно в утробе матери.

### Предродовые факторы
Плод развивается в утробе матери, поэтому её состояние значительно влияет на развитие зародыша и его здоровье. Например, если опухоль в теле матери приводит к аномальному повышению уровня тестостерона в её кровеносной системе, то уровень тестостерона в плоде также может повыситься и значительно повлиять на его развитие. Например, XX-плод может развиться в ребёнка, внешне сильно напоминающего нормально развитого XY-мальчика.
Исследователями изучена роль гормонов в половой дифференциации головного мозга, критический период которой приходится на время внутриутробного развития. Гюнтер Дёрнер (Dörner G., 1972), Михаил Мицкевич и Ольга Румянцева (Mitskevich M. S., Rumyantseva O. N., 1973) обнаружили, что критический период половой дифференциации мозга зародыша человека — второй триместр беременности его матери (сроки между четвёртым и седьмым месяцами): именно тогда закладывается будущий мужской или женский тип полового поведения. Стресс, переживаемый матерью в ходе беременности, приводит к дефициту зародышевых андрогенов и, как следствие, дифференциации (феминизации) мозга зародыша по гомосексуальному типу.

### Послеродовые факторы
Джон Мани выдвинул гипотезу о пластичности сексуальной и гендерной идентичности, утверждавшую, что на них влияет половая социализация детей и что в рамках определённого раннего периода развития можно воспитать мальчика как девочку или наоборот. Эта гипотеза была проверена на примере мальчика по имени Брюс, известного позже как Дэвид Реймер (англ. David Reimer): его половые органы в результате врачебной ошибки были непоправимо повреждены вскоре после рождения. В возрасте 22 месяцев Брюсу сделали операцию по перемене пола и стали с соответствующей гормонотерапией воспитывать как девочку по имени Бренда. Результат подобных манипуляций был безуспешен: несмотря на воспитание, Бренда страдала гендерной дисфорией — она никогда не чувствовала себя девочкой и не вела себя соответствующим образом, мучилась затяжными депрессиями. Впоследствии Бренде была сделана обратная операция по возвращению мужской физиологии. Дэвид Реймер женился и стал приёмным отцом троих детей, но, тем не менее, в мае 2004 года в возрасте 38 лет покончил жизнь самоубийством. Джон Мани попытался списать неудачу на то, что операция по перемене пола Брюса в Бренду была сделана слишком поздно. Несмотря на это, его теория относительно социальных причин сексуальной и гендерной идентичности не получила дальнейшего признания именно из-за этой неудачи.
Подобные теории предполагают, что формирование сексуальной и гендерной идентичности проходит в первые годы жизни после рождения. Например, в случае с гомосексуальностью, индивид может быть предрасположен к ней биологически, но это проявится только при определённом воспитании. Частично формирование гендерной идентичности включает в себя определение пола, который вызывает сексуальный интерес. Этот процесс, по утверждению исследователей, аналогичен запечатлению (импринтингу), обнаруженному у животных. Некое подобие обратного сексуального запечатления наблюдается и у людей в виде так называемого «эффекта Вестермарка» (англ. Westermarck effect), при котором люди, росшие с детства вместе в течение нескольких лет, не испытывают друг к другу сексуальных чувств в будущем.
Далее предполагается, что существуют некоторые конкретные аспекты в воспитании, которые способствуют запечатлению определённой сексуальной ориентации. Популярная, особенно среди неспециалистов, гипотеза гласит, что сексуальную ориентацию ребёнка определяет распределение половых ролей родителей и окружающих в обществе или некоторые, возможно подсознательные, отличия в том, как взрослые относятся к детям. Подобная гипотеза не подтверждается результатами многочисленных исследований, демонстрирующих, что вероятность того, что дети, воспитанные однополыми парами, станут гомосексуальными, не выше по сравнению с детьми, воспитанными в разнополых парах.

## Типы сексуальной идентичности
Современной сексологии в бинарной системе гендера известны три возможных типа сексуальной идентичности:
- гетеросексуальная идентичность — самоидентификация в качестве гетеросексуала;
- бисексуальная идентичность — самоидентификация в качестве бисексуала;
- гомосексуальная идентичность — самоидентификация в качестве гомосексуала.

## Сексуальная идентичность и сексуальная ориентация
Сексуальная идентичность не равнозначна истинной сексуальной ориентации индивида и не обязательно с ней совпадает. Так, индивиду со строго гомосексуальной в действительности ориентацией может быть психологически удобнее и комфортнее самоопределяться в качестве бисексуала, если индивид не может выдержать свои эмоции к своей сексуальной идентичности как гомосексуальной, не закрывать себе путь к созданию гетеросексуальной семьи и рождению детей, или вообще в качестве «гетеросексуала, который просто играется».
И напротив, индивиду с бисексуальной в действительности ориентацией, прошедшему длительный и тяжёлый путь осознания себя как имеющего гомосексуальные влечения и желания и трудный каминг-аут перед окружающими, может быть психологически комфортнее внутренне определять себя как исключительного гомосексуала (по типу реакции «назад пути нет»), или, например, из страха быть отторгнутым гомосексуальной субкультурой, которая нередко бывает враждебна к бисексуалам. Индивиду с бисексуальной ориентацией, подавляющему в себе гомосексуальные мотивы и желания, может быть психологически удобнее и комфортнее самоопределяться в качестве гетеросексуала.
Изредка встречаются ситуации, когда индивид с строго гетеросексуальной в действительности ориентацией ошибочно самоопределяется как бисексуал или гомосексуал на почве единичных гомосексуальных экспериментов, на почве викарной (заместительной) гомосексуальной активности в закрытом мужском коллективе (типа тюрьмы или мужского монастыря) или на почве изнасилования и вызванных этим комплексов и сомнений в собственной гетеросексуальности.
Никакая сексуальная идентичность не считается большинством сексологов девиантной или патологичной, вне зависимости от её совпадения или несовпадения с истинной сексуальной ориентацией индивида. Сегодня считается, что психотерапевт или сексолог должен помогать индивиду привести свою сексуальную идентичность в соответствие с истинной сексуальной ориентацией только в том случае, если их рассогласование вызывает у индивида психологический дискомфорт, дисфорию сексуальной ориентации (как, например, у гетеросексуала, ошибочно посчитавшего себя гомосексуалом на почве тюремного опыта). Следует также отметить, что если попытки психотерапевтов скорректировать рассогласование между сексуальной идентичностью человека и его ориентацией проходят успешно, то усилия по изменению истинной ориентации человека, например, с помощью репаративной терапии, на данном этапе развития науки признаются малопродуктивными.
В то же время, если индивиду, например, с гомосексуальной ориентацией комфортнее и удобнее считать себя бисексуалом или наоборот, и это не порождает у индивида личностных проблем, психологических комплексов и неврозов, считается, что психотерапевт не должен вмешиваться в этот вопрос и пытаться выяснить истинную сексуальную ориентацию индивида или тем более пытаться скорректировать его самоидентификацию в соответствии с ней.

## Сексуальная идентичность ипатология(парафилия)
Следует также особо отметить, что не считается какой-либо особой сексуальной идентичностью признание человеком наличия у себя той или иной сексуальной девиации или перверсии. В частности, признание себя педофилом, некрофилом или зоофилом не образует никакой отдельной «педофильной», «некрофильной» или «зоофильной» сексуальной идентичности. Это рассматривается по аналогии с признанием и осознанием существования любой другой патологии или девиации. В то же время сексуальная идентичность рассматривается как характеристика личности.